# Listă de regi daci
Aceasta este o listă de regi daci menționați în izvoarele antice. Cronologia este aproximativă, din cauza puținelor date de care dispun istoricii.
| Nume                               | Perioada domniei                | Zona stăpânită                   | Sursa care îl menționează                                                                             |
| Zalmoxis                           | Ipotetic/mitic                  |                                  | Herodot - Istorii, Platon - Charmides, Strabon - Geographia, Diodor din Sicilia - Biblioteca istorică |
| Charnabon                          | c.500 î.Hr.                     |                                  | Sofocle - Triptolemos                                                                                 |
| Rex Histrianorum                   | c.339 î.Hr.                     | Dunărea de Jos                   | Trogus Pompeius, Justinus                                                                             |
| Moskon                             | secolul III î.Hr.               |                                  | Monede cu legenda Basileos Moskonos                                                                   |
| Gudila sau Cothelas (Kothelas)     | c.340 - c.320 î.Hr.             | Muntenia                         | |
| Dromihete                          | c.320 - c.280 î.Hr.             | Muntenia                         | Diodor din Sicilia - Biblioteca istorică, Pausanias                                                   |
| Zalmodegikos                       | c.300 - c.250 î.Hr.             | Dobrogea                         | Decret histrian                                                                                       |
| Oroles                             | c.180- c.150î.Hr.               | Transilvania                     | Trogus Pompeius                                                                                       |
| Rhemaxos și fiul său Phra-[damon?] | c.200 î.Hr.                     | Estul Munteniei, nordul Dobrogei | Decret histrian                                                                                       |
| Zoltes                             | c.200 î.Hr.                     | Dobrogea                         | Decret histrian                                                                                       |
| Rubobostes                         | secolul II î.Hr.                | Transilvania                     | Trogus Pompeius - Prolegomena                                                                         |
| Burebista                          | 82 - 44 î.Hr.                   | Dacia Mare                       | Strabon - Geographia, Iordanes - De Origine Actibusque Getarum, Decret dionysopolitan,                |
| Deceneu                            | Ipotetic 44 - c. 27 î.Hr.       | Transilvania                     | Strabon - Geographia, Iordanes - De Origine Actibusque Getarum                                        |
| Koson                              | c.40 - c.28 î.Hr.               | Muntenia                         | Suetonius - Viața lui Augustus, Monede cu legenda Koson                                               |
| Dicomes                            | în jurul lui 31 î.Hr.           | Moldova                          | Plutarch - Antonius                                                                                   |
| Comosicus                          | c.27 î.Hr. - ? d.Hr.            | Transilvania                     | Iordanes - De Origine Actibusque Getarum                                                              |
| Thiamarcos                         | sec. I î.Hr. - I d.Hr.          | Vâlcea-Argeș                     | Inscripție pe vas: Basile[us] Thiamarco[s]                                                            |
| Cotiso                             | ? - 29 î.Hr.                    | Oltenia                          | Florus - Epitome de T. Livio Bellorum omnium annorum DCC Libri duo, Horațiu - odă                     |
| Coryllus                           | sec. I î.Hr. - I d.Hr. (40 ani) | Transilvania                     | Iordanes - De Origine Actibusque Getarum                                                              |
| Rholes                             | în jurul lui 28-29 d.Hr.        | Sudul Dobrogei                   | Dio Cassius - Istoria romanilor                                                                       |
| Dapyx                              | în jurul lui 28-29 d.Hr.        | Centrul Dobrogei                 | Dio Cassius - Istoria romanilor                                                                       |
| Zyraxes                            | în jurul lui 28-29 d.Hr.        | Nordul Dobrogei                  | Dio Cassius - Istoria romanilor                                                                       |
| Scorilo                            | c. 28/67 - 68/83 d.Hr.          | Transilvania                     | Frontinus - Strategemata                                                                              |
| Duras (Diurpaneus)                 | c. 68/83 - 87 d.Hr.             | Transilvania                     | Dio Cassius - Istoria romanilor                                                                       |
| Decebal                            | 87 - 106 d.Hr.                  | Dacia                            | Dio Cassius - Istoria romanilor, Tacit, Orosius, Iordanes - De Origine Actibusque Getarum             |

În general, se acceptă identitatea dintre Koson și Cotiso, precum și cea dintre Coryllus și Scorilo. În anumite studii istorice mai vechi, Diurpaneus este socotit a fi identic cu Duras, nu cu Decebal.
În 106, o parte din Dacia devine provincie a Imperiului Roman.